# Чиривелья, Педро
Педро Чиривелья Бургос (исп. Pedro Chirivella Burgos; 23 мая 1997 года, Валенсия, Испания) — испанский футболист, полузащитник клуба «Панатинаикос».

## Клубная карьера
Родился в Валенсии и занимался футболом в академии одноимённой команды. В 2013 году подписал контракт с английским «Ливерпулем». 7 июля 2014 года подписал с клубом свой первый профессиональный контракт. Ездил на сборы с основной командой. 17 сентября 2015 года дебютировал в основной команде в поединке групповой стадии Лиги Европы против французского «Бордо», выйдя на замену на 32-й минуте вместо Коло Туре. 1 мая 2016 года Чиривелья дебютировал в Премьер-лиге в поединке против «Суонси Сити», выйдя в стартовом составе и будучи заменённым Лукасом Лейвой после перерыва.
6 января 2017 года был отдан в аренду и вторую половину сезона 2016/17 провёл в нидерландском клубе «Гоу Эхед Иглз». 13 января 2017 года Педро дебютировал в Эредивизи в поединке против АЗ, выйдя в стартовом составе и проведя на поле весь матч. Всего за команду провёл 17 встреч, забил 2 мяча, после чего вернулся в «Ливерпуль», где отправился на сборы с основной командой.
26 июля 2017 года был арендован другим нидерландским клубом «Виллем II» на сезон 2017/18. 13 августа 2017 года дебютировал за новый клуб в поединке против «Эксельсиора», где вышел в стартовом составе и провёл на поле весь матч.
12 июня 2020 года стало официально известно, что Чиривелья перешел во французский «Нант» как свободный агент. В первой команде Ливерпуля Чиривелья дебютировал в 2015 году, но с тех пор сыграл всего 10 матчей за основу Красных. Как уже сообщалось, до перехода в стан «канареек», с 2016 по 2019 год, Педро выступал на правах аренды за нидерландские Гоу Эхед Иглз и Виллем II, а также полгода провёл за испанскую «Эстремадуру». Известно, что «Ливерпуль», предложил игроку новый 5-летний договор, но футболист отказался. Соответственно, срок контракта Чиривельи с «Ливерпулем» истек летом 2020 года; в итоге, на его счету в основном составе «Ливерпуля» 11 игр и 1 ассист.
21 августа 2020 года дебютировал за «Нант» в поединке первого тура чемпионата Франции 2020/2021 против «Бордо». В августе 2023 года было объявлено, что Чиривелья стал капитаном команды.
28 июня 2025 года Чиривелья перешёл в греческий «Панатинаикос». Сумма трансфера составила 2 млн евро.

## Достижения
«Нант»
- Обладатель Кубка Франции: 2021/22